# Vodka 'n' roll
Vodka 'n' roll el es decimoctavo sencillo de Mägo de Oz y el segundo del álbum Gaia III: Atlantia. 
Tras varios rumores finalmente salió a la venta el 13 de julio de 2010, habiendo parecido el día 7 ya un videoclip del tema protagonizado por Óscar Sancho de Lujuria, ambientado en el mundo de los moteros con ciertas dosis de humor. Dicho videoclip incluía también referencias a las canciones «La soga del Muerto (Ayahuasca)» y «Mi nombre es Rock 'n' Roll». 
La canción tiene el típico ritmo rápido y estribillos potentes frecuentes en Mägo, con la particularidad de que aquí el "peso" de la música recae en el acordeón en vez de en el violín. Cuenta con la colaboración de Kutxi Romero, de Marea, como segunda voz. En el sencillo se adjuntaron dos versiones más, una cantada íntegramente por el vocalista navarro y otra grabada como ensayo y cantada por Txus. 
Cabe destacar que este fue el último sencillo de la banda que se lanzó de forma física como tal en disco compacto, ya que desde Siempre (Adiós Dulcinea - Parte II) en adelante todos los sencillos son y han sido lanzados de forma digital.  

## Lista de canciones
| N.º   | Título                                   | Duración |  |
| 1.    | «Vodka'n'Roll»                           | 3:38     |  |
| 2.    | «Vodka'n'Roll» (Versión de Kutxi Romero) | 3:40     |  |
| 3.    | «Vodka'n'Roll» (Demo / Txus Di Fellatio) | 3:30     |  |
| 10:48 |                                          |          |  |